# ホールハート
株式会社ホールハート（ほーるはーと、HALLHEART.INC）は、日本の人材系ベンチャー企業。
転職エージェント事業（プロの転職）、副業事業（プロの副業／プロの助っ人）を営む。
転職・副業エージェント事業に関しては広告/マーケティング・IT業界に特化している。

## 沿革
- 2008年
  - 12月　設立。

- 2012年
  - 1月　本社を渋谷区渋谷に移転[2]。

- 2014年
  - 1月　本社を渋谷区神宮前に移転[3]。

- 2015年
  - 10月　イベント事業「BUDDYZ」を開始[4]。

- 2018年
  - 2月9日　副業サービス「プロの副業」を開始。同日を「副業」の「ふ（2）」「く（9）」に掛けて「副業（複業）の日」として一般社団法人日本記念日協会に認定される[5]。
  - 3月　「一般社団法人シェアリングエコノミー協会」に加入[6]。
  - 6月　AIエンジニア育成の為の理工系大学生向け「EDOTEC GLOBAL SCHOOL東京校」を開講[7]。
  - 8月　国内2拠点目として「WeWork Iceberg（アイスバーグ）」に入居[8]。

- 2019年
  - 2月27日～3月1日　地方創生EXPOに出展[9]。
- 2020年  10月　本社を渋谷区道玄坂に移転。
- 2022年
  - 9月　本社を世田谷区太子堂に移転。